# Посольство благословенного Царства Божого для всіх народів
50°23′51″ пн. ш. 30°36′08″ сх. д. / 50.39756° пн. ш. 30.60209° сх. д.
«Посольство Боже» або «Посольство благословенного Царства Божого для всіх народів» — релігійна сектантська організація, заснована 1994 року в Києві емігрантом з Нігерії Сандеєм Аделаджею.
За роботу організації відповідає Сандей Сунканмі Аделаджа. Він є її засновником і беззмінним лідером, незважаючи на численні скандали та кримінальні провадження. На момент свого розквіту (кінець 1990-х – 2000-ні роки) церква дійсно орієнтувалася переважно на російськомовних громадян.  

## Назва
Повна офіційна назва релігійної організації, заснованої Сандеєм Аделаджею, — «Посольство благословенного Царства Божого для всіх народів».
Протягом 1994—2002 років мала назву «Слово віри», з 2002 року — «Посольство благословенного царства божого для всіх народів»

## Історія
Сандей Сунканмі Аделаджа народився 28 травня 1967 року в Нігерії. У 1986 році він отримав грант від радянського уряду на навчання і приїхав до СРСР, де вступив на факультет журналістики Білоруського державного університету. За цей час, у віці 19 років, він прийняв християнство. У кінці 1980-х - на початку 1990-х років він брав участь у місіонерських поїздках по СРСР, проповідуючи в різних громадських місцях.
У 1993 році Сандей Аделаджа прибув до Києва, спочатку як перекладач на конференції. Він почав збирати знайомих для вивчення Біблії у себе вдома.
У 1994 році він заснував релігійну організацію в Києві під назвою «Слово віри». Це була харизматична церква повного Євангелія, яка швидко набирала популярність.
У 2002 році церква "Слово віри" була перейменована на «Посольство благословенного Царства Божого для всіх народів», що відоме як "Посольство Боже".
"Посольство Боже" стрімко зростало, залучаючи тисячі послідовників не лише в Києві, а й у регіонах України, а також у країнах СНД. На піку своєї діяльності церква мала сотні філій.
Церква активно займалася благодійністю та соціальними проектами. Сандей Аделаджа став помітною фігурою в українському суспільно-політичному житті, зокрема, під час Помаранчевої революції у 2004 році. Він активно підтримував Віктора Ющенка, а його церква організовувала масові зібрання та ходи, що привертало до нього значну увагу. 
Після скандалів та кримінальних проваджень вплив "Посольства Божого" значно зменшився. Хоча церква формально продовжує існувати, її колишня масштабна діяльність уже не спостерігається.

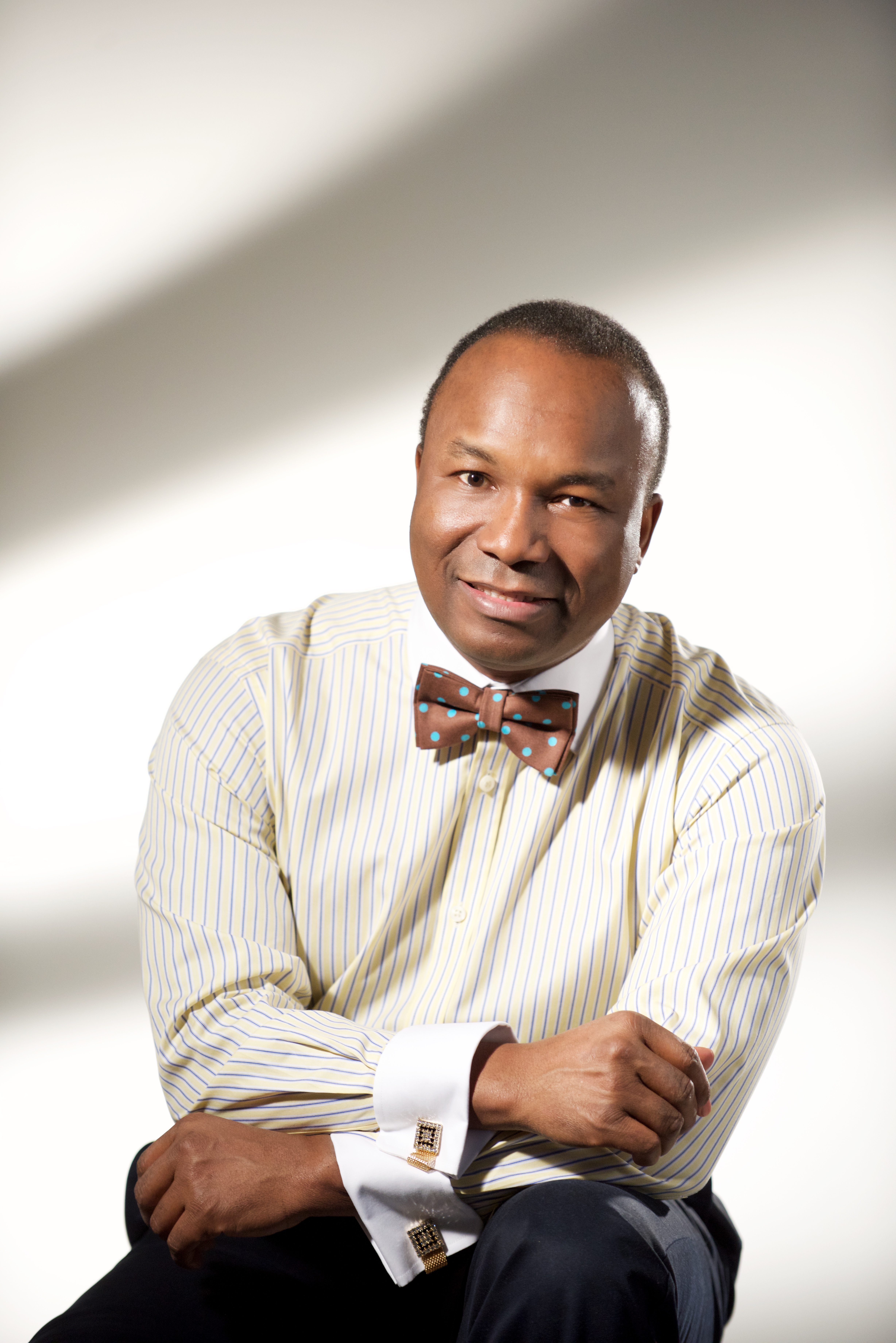
Сандей Сунканмі Аделаджа

## Рада
- Сандей Сунканмі Аделаджа — засновник, керівник
- Анатолій Білоножко — «єпископ», керівник духовного управління Євангельских християн України
- Абоседе (Босе) Аделаджа — дружина керівника
- Наталя Потопаєва — представник у Німеччині, Берлін
- Олександр Михайлик — представник у США, Філадельфія
- Олутопе Омотоє — представник у Німеччині, Франкфурт
- Андрій Куксенко — представник у США, Такома
- Олександр Корман
- Лариса Криворучко — представник в Краснодарському регіоні в Росії
- Людмила Ганюха
- Олена Добровольська — голова правління ВГО «Господарі землі»
- Тетяна Максименко — голова ради
- Вікторія Мельник
- Євген Пересвєтов — один з керівників релігійного центру «Восстановление», Москва (Росія)
- Антон Литвин — представник у Сімферополі
- Роман Трохін
- Сергій Пишний

## Соціальна робота
Організація проводить соціальну роботу серед малозабезпеченого населення України. Так, наприклад, при ній функціонують: центр реабілітації нарко- та алкозалежних «Любов», їдальня «Стефанія» для людей без постійного місця проживання, дитячий будинок сімейного типу в селищі Кожанка Київської області з 11 дітьми, кризовий центр соціальної реабілітації для безпритульних дітей «Моя сім'я», де пройшли реабілітацію 20 дітей.

## Місіонерська робота
Щомісячно видається безкоштовна російськомовна газета «Посольство божье», що розповсюджується в Києві. Крім проведення служінь, організація проводить семінари, конференції тощо. Щороку наприкінці травня разом з різними громадськими організаціями проводить Марш Життя (захід присвячено Всесвітньому дню пам'яті жертв СНІДу).

## Інша діяльність
2011 року учасники організації увійшли до громадських рад, почавши з Міністерства закордонних справ України. Окремі представники громадських організацій вбачали у цьому рейдерство. На знак протесту було написано відкритого листа міністру закордонних справ Костянтину Грищенку, який підписало 29 членів громадської ради. У МЗС заперечували будь-яке відношення до формування громадської ради. 27 вересня 2011 року Олександра Кормана було легітимно переобрано Ігорем Ждановим.
29 січня 2013 року члени організації взяли участь у рейдерському захопленні громадської ради при Київській міській адміністрації.
В червні 2013 року у Львові затримали пасторів організації Лесю Олексюк, Олександра Олексюка, Сергія Лардугіна і Романа Ревка та оголосили їм підозру у вчиненні кримінальних правопорушень, передбачених частиною 4 статті 190 Кримінального кодексу України — шахрайство, вчинене в особливо великих розмірах або організованою групою.

## Критика
- 2008 року єпископи євангельських церков України оприлюднили спільне звернення, в якому звинуватили Сандея Аделаджу у створенні культу особистості, саморекламі, а також неправдивому вченні про самозбагачення та сріблолюбство;[16] Одним із ключових пунктів було "псевдовчення про збагачення, гріх сріблолюбства". Це стосувалося активного залучення вірян до фінансових схем, зокрема пов'язаних з компанією "King's Capital", що призвело до значних збитків для багатьох людей. Звернення констатувало, що Сандей Аделаджа "відхилився від чистоти євангельського вчення та знаходиться в духовній омані та зведенні".
- У 2008 році подібне за змістом звернення, що засуджувало діяльність Сандея Аделаджі, було опубліковане і російськими п'ятидесятницькими церквами. Це свідчить про широке міжнародне занепокоєння в євангельському християнському середовищі щодо його вчень та поведінки. У своєму зверненні російські п'ятидесятники висловили ще більш жорсткі оцінки на адресу Сандея Аделаджі, назвавши його "розпусником, перелюбником і брехуном". Це вказує на те, що крім фінансових махінацій та культу особистості, які засудили українські єпископи, російські колеги мали інформацію або припущення про аморальну поведінку лідера "Посольства Божого".[17]
- У 2016 році Рада єпископів християнських церков України, до якої входять представники різних євангельських деномінацій, дійсно опублікувала повторне спільне звернення щодо Сандея Аделаджі та його діяльності. Це звернення було викликано тим, що, попри попередні застереження та скандали, Сандей Аделаджа продовжував свою діяльність, а деякі його заяви викликали нові хвилі обурення. Звернення прямо вказувало на те, що Сандей Аделаджа "продовжує маніпулювати людьми та брехати". Це стосувалося як його релігійних вчень, так і публічних заяв щодо своєї причетності до фінансових схем та інших скандалів. Єпископи підкреслювали, що Аделаджа не виявив щирого покаяння за попередні провини та не виправив свою поведінку, що було однією з умов для відновлення його служіння. Звернення підтверджувало, що Сандей Аделаджа не є членом жодної з визнаних євангельських деномінацій і діє самостійно, що підкреслює його відокремлений статус.